# Koncert u dvora aneb Debutantka
Koncert u dvora aneb Debutantka (ve francouzském originále Concert à la cour, ou la Débutante) je komická opera (opéra comique) o jednom dějství francouzského skladatele Daniela-Françoise-Esprita Aubera na libreto Eugèna Scriba (1791-1861) a Mélesvilla (vl. jm. Anne-Honoré-Joseph baron de Duveyrier, 1787-1865). Poprvé byla uvedena v pařížském Théâtre de l'Opéra-Comique (Salle Feydeau) dne 5. května 1824.

## Vznik díla
Koncert u dvora je čtvrtou Auberovou operou vzniklou na Scribovo libreto a sedmou, kterou uvedl na jevišti Opéra-Comique. Drobná komická opera se řadí do tradice sebereferenčních námětů z hudebního a divadelního prostředí (jako např. Salieriho Prima la musica e poi le parole, Mozartův Der Schauspieldirektor, Cimarosův L'impresario in angustie …); barvitě popisuje různé způsoby upoutání obecenstva i mecenášů a divadelní intriky. Scéna, ve které musí hlavní hrdinka ve své parádní árii – která je samotná vynalézavou parodií soudobé italské opery – bojovat s nepřátelským orchestrem, patří k nejoriginálnějším dokladům Auberova smyslu pro komiku.
Opera měla velký úspěch: první inscenace (1824-38) dosáhla v Opéra-Comique 207 představení, obnovena byla v letech 1842 (22×) a 1851-52 (15×). Brzy se dostala i na zahraniční jeviště, ještě v roce 1824 se hrála v Bruselu, německojazyčná premiéra byla v Berlíně roku 1825 v překladu C. A. Herklotse. Více se rozšířil překlad Friederike Ellmenreichové (1775–1845), poprvé použitý v Pešti 31. března 1826 (maďarsky až roku 1888). V témže roce se opera hrála i v Pratze, Štýrském Hradci a Mnichově, počátkem roku 1827 ji uvedla ve Vídni téměř současně divadlo v Josefstadtu a divadlo u Korutanské brány. Dále se hrála např. ve Frankfurtu nad Mohanem (1836) a ve Vratislavi (1862), v němčině se konala i ruská premiéra (Petrohrad 28. prosince 1836). V originální francouzštině pronikla poměrně pozdě do Velké Británie (poprvé Londýn, St James's Theatre 26. února 1849) a Brazílie (Rio de Janeiro 1846). Švédská premiéra se konala 7. února 1834 ve Stockholmu, dánská 20. října 1839 v Kodani. V oblibě však Koncert u dvora nakonec předčily Auberovy pozdější komické opery.
V českých zemích byla opera provedena poprvé 17. června 1826 v pražském Stavovském divadle, a to v německém překladu Ellmenreichové; brzy následovala premiéra 19. března 1827 v brněnské Redutě. V češtině zřejmě nikdy uvedena nebyla.

## Osoby a první obsazení
| osoba                                                          | hlasový obor          | premiéra (5.5.1824)             |
| -------------------------------------------------------------- | --------------------- | ------------------------------- |
| Velkovévoda Frédéric, německý kníže                            | baryton               | Louis-Auguste Lemonnier         |
| Victor, mladý francouzský malíř                                | tenor                 | Louis-Antoine-Éléonore Ponchard |
| Adèle (uměleckým jménem Zerlina), francouzská zpěvačka         | soprán                | Antoinette-Eugénie Rigaut       |
| Astucio, dvorní hudební superindendant u velkovévody Frédérica | bas                   | Vizentini                       |
| Carline, zpěvačka dvorní opery, jeho žena                      | mezzosoprán (dugazon) | Marie-Julienne Boulanger        |
| Dvořané, služebnictvo                                          |                       |                                 |

## Děj opery
Děj se odehrává v současném (1. polovina 19. století) Stuttgartu.
Victor je francouzský malíř, který cestuje po Německu a hledá uplatnění, nyní u dvora uměnímilovného velkovévody Fréderika, v jehož přijímacím pokoji bezvýsledně čeká (árie Orpheline, et sans espérance... Heureux celui). Potká se tam ale se svou bývalou láskou, zpěvačkou Carlinou, která má nyní zajištěné postavení jako primadona zdejší dvorské opery poté, co se provdala za kapelníka signora Astucia (kuplety Comme il me lançait une œillade). Victor se mezitím zamiloval do zpěvačky Adèly, která nyní podobně jako on cestuje a hledá uplatnění. Carlina slibuje Victorovi, že se její manžel za Victora přimluví u velkovévody. Astucio tím není nadšen – za chráněnce své choti je nucen se přimlouvat na svůj vkus příliš často – ale alespoň naoko se podvolí (tercet Souffrez qu'ici je vous présente).
Astuciovi a Carline se zatím podařilo odstranit všechny zpěvaččiny konkurentky u divadla, nyní se hlásí další debutantka. Astucio ihned svolá výběrovou komisi, které předsedá a jejímž jediným momentálně dosažitelným členem je jeho manželka. Debutantka uměleckým jménem Zerlina (ve skutečnosti je to Adèle) přednese bravurní árii Voyez, que cette marche est belle, leč výrok komise je zamítavý.
Když pak zpěvačka nad neúspěchem pláče, utěšuje ji náhodou kolemjdoucí kavalír (totiž sám velkovévoda Frédéric) písní Pourquoi pleurer?. A ihned zařídí, aby ještě dnes debutovala v dvorním divadle. Na to se potkávají Adèle a Victor a radují se ze shledání (duet O doux instant! bonheur suprême!). Victor ale varuje: když se Astucio a Carline dozvěděli o tom, že má dnes večer Adèle vystupovat, najali nepřátelskou klaku. Velkovévoda protiútočí: Adèle tedy dnes večer nevystoupí v divadle, ale na soukromém koncertě před dvorem, a dnešní divadelní představení ať odzpívá Carline.
Dvořané v čele s velkovévodou – který se až teď dává Adèle a Victorovi poznat – se shromáždí ke koncertu (sbor hudebníků Enfants de Polymnie). Adèle zpívá opět svou bravurní árii, ale Astucio diriguje hudbu a neočekávaným způsobem mění tempa i tóniny tak, že nejen Adèle úplně zmate, ale navíc vyvolá v obecenstvu včetně zklamaného velkovévody pocit, že mladá debutantka skutečně není dobrou zpěvačkou (ansámbl Je suis fâché! c'est grand dommage). Když už se zdá, že kapelníkova intrika zvítězí, zasáhne Victor a požádá, aby mohl Adèle doprovázet sám. Velkovévoda povolí a debutantčin talent se přece jen zaskví. Naopak Carline se vrací z divadla v slzách: její manžel zapomněl odvolat najaté výtržníky a primadona byla vypískána… Velkovévoda signora Astucia pokárá a zakáže mu napříště veškeré intriky, Adèle i Victor získávají zakázky u dvora a opera končí krátkým sborem Chacun dans le monde intrigue à la ronde.